# Октябрський район (Ростовська область)
Октя́брський райо́н (рос. Октябрьский район) — район у західній частині Ростовської області Російської Федерації. Адміністративний центр — смт Каменоломні.

## Географія
Район розташований у центрально-західній частині області, по правому березі річки Дон. На півночі межує із Красносулинським районом, на сході — із Усть-Донецьким, на південному сході — із Багаєвським, на заході — із Аксайським та Родіоново-Несвітайським районами.

### Річки Октябрського району
Річки Октябрського району належать до сточища Дону та його правого рукава Аксая.
Список річок Октябрського району:
- Дон
  - Аксай (п)
    - Керчик (п)
      - Бургуста (п)
      - Сухий Керчик (п)
      - Мокрий Лог (л)

    - Тузлова (п)
      - (Великий Несвітай - л)
        - Малий Несвітай (л)

      - Грушівка (л)
        - Атюхта (п)
        - Семибалочна (л)
        - Аюта (п)

      - Кадамовка (л)

## Історія
Октябрський район був утворений 1938 року з центром у селищі Імені Октябрської Революції (тепер південно-східна місцевість міста Шахти). 1942 року районний центр був перенесений до селища Каменоломні. 1956 року було приєднано територію ліквідованого Красногвардійського, а 1962 року — частину Красносулинського району. 1963 року збільшений за рахунок приєднання території ліквідованого Новочеркаського, та частин Білокалитвинського, Звіревського та Родіоно-Несвітайського районів.

## Населення
Населення району становить 72128 осіб (2013; 73224 в 2010).

## Адміністративний поділ
Район адміністративно поділяється на 1 міське та 11 сільських поселень, які об'єднують 1 смт та 61 сільський населений пункт:
| Поселення                          | Площа, км² | Населення, осіб (2010) | Центр            | Населені пункти |
| ---------------------------------- | ---------- | ---------------------- | ---------------- | --------------- |
| Алексієвське сільське поселення    | -          | 2674                   | Алексієвка       | 3               |
| Артемовське сільське поселення     | -          | 4697                   | Новокадамово     | 7               |
| Безсергенєвське сільське поселення | -          | 5151                   | Безсергенєвська  | 3               |
| Каменоломненське міське поселення  | -          | 11247                  | Каменоломні      | 1               |
| Керчицьке сільське поселення       | -          | 1709                   | Керчик-Савров    | 6               |
| Комунарське сільське поселення     | -          | 5908                   | Новосвітловський | 10              |
| Краснокутське сільське поселення   | -          | 4597                   | Красний Кут      | 7               |
| Краснолуцьке сільське поселення    | -          | 2580                   | Красний Луч      | 5               |
| Красюковське сільське поселення    | -          | 717                    | Красюковська     | 7               |
| Крив'янське сільське поселення     | -          | 10423                  | Крив'янська      | 1               |
| Мокролозьке сільське поселення     | -          | 3125                   | Новозорянський   | 8               |
| Персіановське сільське поселення   | -          | 14096                  | Персіановський   | 14              |

### Найбільші населені пункти
| №  | Населений пункт    | Населення, осіб (2010) |
| -- | ------------------ | ---------------------- |
| 1  | Каменоломні        | 11 247                 |
| 2  | Крив'янська        | 10 423                 |
| 3  | Персіановський     | 7 592                  |
| 4  | Козацькі Лагері    | 4 994                  |
| 5  | Красюковська       | 4 240                  |
| 6  | Заплавська         | 2 658                  |
| 7  | Безсергенєвська    | 2 091                  |
| 8  | Красногорняцький   | 1 751                  |
| 9  | Новокадамово       | 1 562                  |
| 10 | Яново-Грушевський  | 1 512                  |
| 11 | Іллічєвка          | 1 435                  |
| 12 | Красний Кут        | 1 378                  |
| 13 | Інтернаціональний  | 1 329                  |
| 14 | Кадамовський       | 1 325                  |
| 15 | Верхньогрушевський | 1 319                  |
| 16 | Маркін             | 1 236                  |
| 17 | Нижньодонський     | 1 167                  |
| 18 | Новоперсіановка    | 1 105                  |
| 19 | Кіреєвка           | 1 072                  |
| 20 | Керчик-Савров      | 1 010                  |

## Економіка
Район є частиною російського сектору Донецького кам'яновугільного басейну, що зумовило розвиток вуглевидобутку та переробки кам'яного вугілля. На території району розташована Новочеркаська ДРЕС, яка забезпечує електроенергією не лише Ростовську область. Набули розвитку також легка та харчова промисловості.